# Xochitlán, Puebla
Xochitlan Todos Santos är en ort i Mexiko.   Den ligger i kommunen Xochitlán Todos Santos och delstaten Puebla, i den sydöstra delen av landet, 160 km sydost om huvudstaden Mexico City. Xochitlan Todos Santos ligger 1 908 meter över havet och antalet invånare är 4 659.
Terrängen runt Xochitlan Todos Santos är platt österut, men västerut är den kuperad. Runt Xochitlan Todos Santos är det ganska tätbefolkat, med 52 invånare per kvadratkilometer. Närmaste större samhälle är San Marcos Tlacoyalco, 18,5 km öster om Xochitlan Todos Santos. I omgivningarna runt Xochitlan Todos Santos växer huvudsakligen savannskog.